# Санти-Витале-Валерия-Джервазио-э-Протазио (титулярная церковь)
Титулярная церковь Санти-Витале-Валерия-Джервазио-э-Протазио (лат. Titulus Sancti Vitalis) — древняя титулярная церковь, засвидетельствованная с конца V века именем titulus Vestinae. Согласно «Liber pontificalis», titulus Vestinae, соответствующий сегодняшней базилике Сан-Витале в районе Монти, была основана Папой Иннокентием I (401—417) в благодарность за щедрость богатой римской матроны по имени Вестина. Этот титул впервые засвидетельствован во время римского синода 499 года, на котором присутствовали три священника Монти, Челио Януарио, Сорано и Опилио. Спустя столетие на римском синоде 595 года титулярная церковь была представлена двумя священниками, Джованни и Эспетторе, но упоминался под простым именем Сан-Витале.
Согласно каталогу Пьетро Маллио, составленному во время понтификата Александра III, титулярная церковь была связана с базиликой Санта-Мария-Маджоре, а её священники по очереди совершали в ней Мессу. В 1596 году, поскольку церковь была передана иезуитам, которые сделали её местом новициата, титул был упразднён Папой Климентом VIII, а затем восстановлен 16 декабря 1880 года Папой Львом XIII. Титул принадлежит базилике Сан-Витале, расположенной в районе Рима Монти, на виа Национале 194/B.

## Список кардиналов-священников титулярной церкви Санти-Витале-Валерия-Джервазио-э-Протазио
- Челио Иануарий, Соран и Опилий (засвидетельствовано в 499 году);
- Иоанн и Эспеттат (засвидетельствовано в 595 году);
- Христофор (засвидетельствовано в 761 году)[2];
- Адриан (засвидетельствовано в 853 году)[3];
- Джованни ди Кастрокоэли, O.S.B.Cas. — (18 сентября 1294 — 22 февраля 1295, до смерти);
  - вакантно (1295 — 1305);
- Пьер де Ла Шапель-Тайфер — (15 декабря 1305 — декабрь 1306, назначен кардиналом-епископом Палестрины); 
  - вакантно (1306 — 1312);
- Жак д’Юэз — (23 декабря 1312 — 1313, назначен кардиналом-епископом Порто и Санта Руфина, позднее избран Папой Иоанном XXII);
  - вакантно (1313 — 1320);
- Бертран де Ла Тур, O.F.M. — (20 декабря 1320 — июнь 1323, назначен кардиналом-епископом Фраскати); 
  - вакантно (1323 — 1327);
- Жан-Раймон де Комменж — (18 декабря 1327 — 1331, назначен кардиналом-епископом Порто и Санта Руфина);
  - вакантно (1331 — 1342);
- Эли де Набиналь, O.F.M. — (20 сентября 1342 — 13 января 1348, до смерти);
- Никола Капоччи — (17 декабря 1350 — 1361, назначен кардиналом-епископом Фраскати); 
  - вакантно (1361 — 1371);
- Гийом де Шанак, O.S.B. — (30 мая 1371 — 21 ноября 1383, назначен кардиналом-епископом Фраскати); 
  - Жан де Муроль — (17 июля 1385 — 10 февраля 1399, до смерти — псевдокардинал антипапы Климента VII);
  - вакантно (1383 — 1440);
- Петер фон Шаумберг — (8 января 1440 — 12 апреля 1469, до смерти);
  - вакантно (1469 — 1473);
- Аусиас Деспуг — (17 мая 1473 — 12 декабря 1477, назначен кардиналом-священником Санта-Сабина);
- Кристофоро делла Ровере — (12 декабря 1477 — 1 февраля 1478, до смерти);
- Доменико делла Ровере — (10 февраля 1478 — 13 августа 1479, назначен кардиналом-священником Сан-Клементе);
- Ферри де Клюньи — (июнь 1480 — 7 октября 1483, до смерти);
- Хуан Маргарит-и-Пау — (15 ноября 1483 — 17 марта 1484, назначен кардиналом-священником Санта-Бальбина);
  - вакантно (1484 — 1489);
- Джованни Конти — (9 марта 1489 — 20 октября 1493, до смерти);
  - вакантно (1493 — 1496);
- Раймунд Перауди, O.S.A. — титулярная диакония pro illa vice (1496 — 29 апреля 1499, in commendam 29 апреля 1499 — 5 сентября 1500, до смерти);
- Хайме Серра-и-Кау — (5 октября 1500 — 28 июня 1502, назначен кардиналом-священником Сан-Клементе);
- Джованни Стефано Ферреро — (28 июня 1502 — 22 декабря 1505, назначен кардиналом-священником Санти-Серджо-э-Бакко);
- Антонио Ферреро — (17 декабря 1505 — 1 августа 1507, в отставке);
- Рене де Прие — (7 ноября 1509 — 17 марта 1511, назначен кардиналом-священником Санта-Сабина);
- Антонио Мария Чокки дель Монте — (17 марта 1511 — 14 июля 1514, назначен кардиналом-священником Санта-Прасседе);
  - вакантно (1514 — 1517);
- Франческо Конти — (6 июля 1517 — 29 июня 1521, до смерти);
  - вакантно (1521 — 1528);
- Марино Гримани — (7 февраля 1528 — 3 марта 1533, назначен кардиналом-священником Санта-Мария-ин-Трастевере);
- Эстебан Габриэль Мерино — (3 марта 1533 — 5 сентября 1534, назначен кардиналом-священником Санти-Джованни-э-Паоло);
- Святой Джон Фишер — (31 мая — 22 июня 1535, обезглавлен);
- Гаспаро Контарини — (19 сентября 1535 — 15 января 1537, назначен кардиналом-священником Санта-Бальбина);
- Джованни Мария Чокки дель Монте — (15 января 1537 — 11 октября 1542, назначен кардиналом-священником Санта-Прасседе, позднее избран Папой Юлием III);
- Джованни Джироламо Мороне — (16 октября 1542 — 25 февраля 1549, назначен кардиналом-священником Санто-Стефано-аль-Монте-Челио);
- Филиберто Ферреро — (10 мая — 14 августа 1549, до смерти);
- Джованни Риччи — (4 декабря 1551 — 30 января 1566, назначен кардиналом-священником Сант-Анджело-ин-Пескерия);
- Луиджи Пизани — (8 февраля 1566 — 2 июня 1568, назначен кардиналом-священником Сан-Марко);
- Луиджи Корнаро — (2 июня 1568 — 9 февраля 1569, назначен кардиналом-священником Сан-Клементе);
- Гаспар Сервантес де Гаэта — (9 июня — 16 июня 1570, назначен кардиналом-священником Сан-Мартино-ай-Монти);
- Пьердонато Чези старший — (16 июня 1570 — 28 мая 1584, назначен кардиналом-священником Сант-Анастазия);
- Констанцо да Сарнано, O.F.M.Conv. — (14 января 1586 — 20 апреля 1587, назначен кардиналом-священником Сан-Пьетро-ин-Монторио);
- Антонио Мария Саули — (15 января 1588 — 14 января 1591, назначен кардиналом-священником Санто-Стефано-аль-Монте-Челио);
  - вакантно (1591 — 1596);
  - Титул упразднён (1596 — 1880);
- Андон Бедрос IX Хассун — (16 декабря 1880 — 28 февраля 1884, до смерти);
- Гульельмо Массайя, O.F.M.Cap. — (13 ноября 1884 — 6 августа 1889, до смерти);
- Альбин Дунаевский — (4 июня 1891 — 18 июня 1894, до смерти);
  - вакантно (1894 — 1902);
- Ян Пузына — (9 июня 1902 — 8 сентября 1911, до смерти);
  - вакантно (1911 — 1914);
- Луи-Назер Бежен — (28 мая 1914 — 19 июля 1925, до смерти);
- Висенте Касанова-и-Марсоль — (17 декабря 1925 — 23 октября 1930, до смерти);
  - вакантно (1930 — 1935);
- Карел Кашпар — (19 декабря 1935 — 21 апреля 1941, до смерти);
- Мануэль Арсе-и-Очоторена — (22 февраля 1946 — 16 сентября 1948, до смерти);
- Бенхамин де Арриба-и-Кастро — (29 октября 1953 — 8 марта 1973, до смерти);
  - вакантно (1973 — 1977);
- Франтишек Томашек — (27 июня 1977 — 4 августа 1992, до смерти);
- Адам Джозеф Мэйда — (26 ноября 1994 — по настоящее время).